# علم مفرد
اسم العلم المفرد هو اسم تكون من كلمة واحدة فقط ، نحو: أحمد، محمد، عائشة، فاطمة.